# Chucho Valdés
Dionisio Jesús Valdés Rodríguez, más conocido como Chucho Valdés (Quivicán, Cuba, 9 de octubre de 1941), es un pianista cubano de jazz afrocubano, fundador del grupo Irakere.
Su padre fue el también pianista de jazz afrocubano Bebo Valdés (1918-2013). Ambos nacieron un 9 de octubre en la misma ciudad, Quivicán.

## Biografía
Ganador de trece GRAMMY's; siete GRAMMYs y seis Latin GRAMMYs y el Premio a La Excelencia Musical de La Academia Latina de Artes y Ciencias de la Grabación™ y también fue iniciado en el Salón de la Fama de los Compositores Latinos (Latin Songwriters Hall of Fame), Dionisio Jesús «Chucho» Valdés Rodríguez es natural de Quivicán, provincia de La Habana, Cuba.
Nacido en 1941, el pianista, compositor, profesor de música, arreglista musical y director de grupo comenzó su formación musical en la infancia, en su casa, bajo la influencia de su padre "el gran Bebo Valdés", y su madre, Pilar Rodríguez, profesora de piano y cantante. A la edad de 3 años ya tocaba al piano las melodías que escuchaba en la radio, de oído, con las dos manos, en cualquier tono. El ambiente musical de la familia le permitió adentrarse con soltura en el conocimiento de los más diversos estilos y géneros de la música. Casado con Lorena Salcedo desde 2009.Chucho Valdés tiene seis hijos : Chuchito Valdés Cortes, Emilio Valdés Cortes, Yousi Valdés Torres, Leyanis Valdés Reyes, Jessie Valdés Reyes, Julian Valdés Salcedo

### Estudios realizados
A la edad de cinco años recibió clases de piano, teoría y solfeo con el profesor Oscar Muñoz Boufartique, estudios que culminaron en el Conservatorio Municipal de Música de La Habana a la edad de catorce años. Perfeccionó sus conocimientos en clases privadas con Zenaida Romeu, Rosario Franco, Federico Smith y en composición con Leo Brouwer.

### Actividad profesional
A la edad de quince años formó su primer trío de jazz con Emilio del Monte y Luis Rodríguez. En diciembre de 1958 trabajó como pianista en los hoteles Deauville y St. John de La Habana. En 1959, hizo su debut con la orquesta 'Sabor de Cuba' dirigida por su padre, con la cual acompañó a muchos importantes cantantes de la época como Rolando Laserie, Fernando Álvarez y Pío Leyva.
Entre 1961 y 1963 trabajó como pianista en el Teatro Martí, Salón Internacional del Hotel Habana Riviera y en la orquesta del Teatro Musical de La Habana. En este último año, y por recomendación de Leo Brouwer, creó simultáneamente su combo al que en 1965 le agregó un cantante llamado Amado Borcelá, más conocido como «Guapachá», trabajo con el que se abrió un nuevo camino en la música popular cubana: era como el preámbulo de Irakere, ya que algunos de sus fundadores lo acompañaban.
En 1967 incursiona en la Orquesta Cubana de Música Moderna, bajo la dirección de los maestros Armando Romeu y Rafael Somavilla. Maduran en Chucho sus conocimientos, consolidándose como líder del grupo. Dentro de la misma retoma la idea del combo, en formato quinteto y en 1970 debuta con el mismo en el Festival Internacional de Jazz Jamboree en Polonia, convirtiéndose en el primer grupo cubano que participó en un festival de este género en el extranjero, donde es felicitado por Dave Brubeck y ubicado Chucho, por primera vez, entre los cinco mejores pianistas del mundo junto a Bill Evans, Oscar Peterson, Herbie Hancock y Chick Corea.
En 1972, después de grabar el LP Jazz Batá con Carlos del Puerto y Óscar Valdés, Chucho decide ampliar el formato añadiendo metales y batería, funda entonces en 1973 Irakere, considerado el grupo más importante en la historia de la música cubana en la segunda mitad del siglo xx, una explosiva mezcla de jazz, rock, clasicismo y música tradicional cubana, un sonido nunca antes escuchado que revolucionó la música latina. Con Irakere desarrolló una amplia labor creadora que conjuga las raíces de nuestra música con los más contemporáneos medios expresivos, con obras de gran trascendencia como «Misa negra» y «Shaka zulu», ambas para orquesta sinfónica e Irakere.
En 1998 comenzó a trabajar con un formato cuarteto y la vocalista Mayra Caridad Valdés, con énfasis en el piano como solista y voz líder del mismo. Nuevas experimentaciones musicales lo llevan a concebir a finales de 2009 'Chucho Valdés y los Afro-Cuban Messengers', formato con el que grabó el multipremiado disco Chucho´s Steps con su sello Comanche y con el cual realizó exitosas giras mundiales entre 2010 y principios del 2012.
En el recién concluido 2012 Chucho nos sorprende con su nuevo quinteto, una combinación musical perfecta, mezcla de los insustituibles Yaroldy Abreu —percusión— y Dreiser Durruthy Bombalé —batá y voces—, junto a la más joven generación del jazz cubano que proponen una dinámica increíblemente innovadora y contemporánea: Gastón Joya —bajo— y Rodney Barreto —batería—. Con este formato acaba de grabar a finales del año su última producción discográfica Border-free, con su propio sello Comanche, y también inauguró el 28 Festival Internacional Jazz Plaza, en lo que constituyó el preestreno en Cuba de dicho formato y del disco, con un rotundo éxito de crítica y de público.

### Actividad docente y otras
Habitualmente imparte clases como profesor titular en el Instituto Superior de Arte de La Habana y también en universidades de todo el mundo.
En 2006 fue declarado Embajador de Buena Voluntad de la FAO ante la ONU en una ceremonia realizada en la Ciudad del Vaticano. Desde entonces, da conciertos en La Habana cada mes de octubre, por el Día Mundial de la Alimentación.
«Haití volverá» es el tema musical que compuso y cuyos derechos cedió a la FAO para recaudar fondos a favor de las víctimas del huracán que devastó al país caribeño.

## Giras internacionales
Giras por todos los continentes y actuaciones en los más famosos escenarios del mundo, sustentan el reconocimiento a su extraordinaria labor interpretativa, considerada por la crítica especializada como uno de los mejores pianistas del mundo. El Carnegie Hall, Kennedy Center, Lincoln Center, Hollywood Bowl, Blue Note NY, Village Vanguard, el Teatro Colón de Buenos Aires, entre otros; y compartiendo con músicos excepcionales de la talla de Herbie Hancock a dos pianos, Billy Taylor, Kenny Barron, Michel Legrand, Frank Emilio, Michel Camilo, Chano Domínguez, Marian Marpartlan, Mulgrew Miller, John Lewis, Chick Corea, Gonzalo Rubalcaba, Brandford y Wynton Marsalis, Carlos Santana, Joe Lovano, Grover Washington Jr., Dizzy Gillespie, Hugh Fraser, David Sánchez, George Benson, Taj Mahal, Max Roach, Jack DeJohnette, Ron Carter, Idris Muhamed, Eddie Gómez, Gato Barbieri, Giovanni Hidalgo, Tito Puente y con las orquestas del Lincoln Center Big Band, Village Vanguard Orchestra, John Clayton Big Band y la orquesta de Machito, entre otras.
Escenarios en Londres, París, Turquía, Portugal, Grecia y Líbano, junto a Michel Legrand han acogido sus actuaciones. En España, entre otras presentaciones, ha girado promocionalmente con Pablo Milanés, presentando el CD Más allá de todo y también presentó con su padre Bebo el famoso CD Juntos para siempre, en nueve conciertos.
En 2009 Chucho se presentó ante 12 000 personas en el concierto de la Plaza Catedral en Ciudad de Panamá y en los escenarios más prestigiosos de Canadá, Europa, Asia y Australia.
En 2012 actuó en Costa Rica, Canadá, Italia, Suiza, Austria, Alemania, España, Japón; y Panamá, junto a la cantante cubana Omara Portuondo. Durante enero-febrero realizó, con sus Mensajeros Afrocubanos veintidós conciertos en treinta días, de costa a costa de Estados Unidos. que incluyó su regreso al famoso escenario del Carnegie Hall de Nueva York, luego de treinta y cuatro años de ausencia, junto a la cantante española Concha Buika, promocionando el CD de ambos El último trago y su propio disco Chucho´s Steps; ofreció además conciertos, clínicas y conferencias en universidades. A finales de año, otra intensa gira de presentaciones lo ocupaba por más de veinticuatro ciudades estadounidenses, incluyendo el retorno al Carnegie Hall neoyorquino, en su tercera presentación a capacidad completa vendida. En el conocido como «Templo del Jazz» fue anfitrión de un Festival o velada cubana en la que presentó, junto a su Quinteto, a dos de los mejores jóvenes talentos cubanos, Aldito López Gavilán y Dayramir González, y a una de las agrupaciones abanderadas de la tradición rumbera en Cuba, Yoruba Andabo. Luego sucedió una presentación muy especial con otros tres grandes pianistas latinos: el brasileño Egberto Gismonti, el panameño Danilo Pérez y el cubano Gonzalo Rubalcaba, en un histórico concierto a cuatro pianos sin precedentes considerado por The New York Times como uno de los mejores conciertos del año 2012 en los Estados Unidos. 
En 2013 impone para Chucho Valdés el reto de nuevas y múltiples presentaciones internacionales por todo el mundo, incluyendo la primera vez para un cubano en Nueva Zelanda; y entre otros países: Rusia, Japón, Indonesia, España, Bulgaria, Alemania, Inglaterra, Francia, Italia, Australia, Canadá, Estados Unidos, Portugal y Suiza.

## Posición ante la música
Chucho Valdés considera que no es descabellado abrirse ante la gran diversidad de géneros musicales que existen en el mundo, e incluso, innovar otros. «Nosotros lo que hacemos es una nueva versión que puede llamarse afro cuban jazz, que vale tanto como cualquier otro ritmo. Y mientras más géneros se abran, más cultos seremos y tendremos más posibilidades para triunfar», aseguró el pianista, de 60 años, en diálogo con una periodista.

## Discografía
En 1964 grabó su primer LP titulado Jazz Nocturno (Descarga, vol.I), como Chucho Valdés y su Combo —preámbulo de Irakere—. Irakere ha sido el primer grupo musical cubano en obtener un Premio Grammy en la categoría Mejor Grabación Latina, en 1979 por el LP Misa negra. Ha grabado un promedio de 88 discos y más de 50 colaboraciones con otros proyectos discográficos. Hasta el momento cuenta con más de veinte nominaciones, 7 premios Grammy,s y 6 Latin Grammy's:
- Misa Negra (1979) Premio Grammy.
- Habana Crisol (1997) Premio Grammy.
- Live at Village Vanguard (2000) Premio Grammy.
- Canciones Inéditas (2002) Grammy Latino
- Nuevas Concepciones (2004) Grammy Latino
- Juntos para siempre (2009-2010) Grammy Latino y Premio Grammy.
- Chucho´s Steps (2011) Premio Grammy.
- Border Free (2013) Nominada al Grammy.
- Irakere 40 (2015) Premio Grammy.
- Jazz Batá 2 (2018) Grammy Latino.
- Mirror Mirror (Eliane Elias/Chick Corea/Chucho Valdés)(2021/2022) Grammy Latino/Grammy.
- I missed you too (2023) Nominado Grammy Latino.
- " Cuba & Beyond" (2024) Nominado Grammy.

## Distinciones
Ha recibido las llaves de las ciudades: Ponce, Los Ángeles, San Francisco, Nueva Orleáns, Madison y Panamá, entre otras.
Chucho Valdés, proclamado en 2012 por el The New York Times como «el Decano del Jazz Latino», es también uno de los protagonistas —junto a su compatriota Gonzalo Rubalcaba y el dominicano Michel Camilo— del documental Playing Lecuona, una coproducción cubano-española, rodada en diferentes escenarios del mundo y que se estrenará próximamente.
Otra novedad es la fabricación de los primeros ocho pianos marca Chucho en Japón. Los diseñadores y fabricantes tuvieron en cuenta el sonido del jazz latino. No existían antecedentes de la construcción de un instrumento de música destinado exclusivamente a los intérpretes del jazz. Este proyecto nació de la idea del japonés Sakai, un fabricante y reparador de pianos, después de asistir a un concierto del afamado jazzista, quien, según la crítica especializada se proyecta siempre «Sín límites».

### Honores
- Hijo Ilustre de Quivicán, Cuba.
- Orden Félix Varela de primer grado por sus relevantes méritos artísticos, otorgada por el Consejo de Estado de la República de Cuba, 1998
- Fue inscrito en el Salón de la Fama del Jazz Latino en los Ángeles, en ceremonia junto a Tito Puente, Eddie Palmieri y Shiffrin Lalo, en 2000.
- En junio de 2011 fue nombrado Visitante de Honor de la ciudad de Buenos Aires, Argentina.
- La Diputación de Málaga lo nombró Hijo Adoptivo de la Provincia, 2012
- Reconocimiento Gitana Tropical, Dirección Provincial de Cultura de La Habana, 2012.
- Fue nominado para los Premios Platino en la categoría de Música Original por la película Esteban en el año 2017.[3]
- NEA Jazz Master 2025
- Premio Leonard Bernstein 2025

### Doctorhonoris causa
- Doctor honoris causa de la Universidad de Victoria en Canadá, 1997.
- Doctor honoris causa en Artes por el Instituto Superior de Arte de La Habana, 2000.
- Doctor honoris causa del Berklee College of Music de Boston, Estados Unidos —junto a su padre Bebo Valdés— en mayo de 2011.

## Premios
Por el sostenido virtuosismo demostrado en el instrumento ha sido acreedor de numerosos premios como solista en diferentes festivales internacionales.

### Grammy
Chucho ha ganado premios Grammy en las siguientes ocasiones:
- en 1979 con Irakere y el álbum del mismo nombre.
- en 1997 con Roy Hargrove's Crisol y el álbum Habana.
- en 2000 con en álbum Live At The Village Vanguard.
- en 2009 en la edición de los Grammy Latino con en álbum Juntos para siempre, esta vez compartió honores con su padre Bebo Valdés.
- en 2009 en la edición de los American Premios Grammy con en álbum Juntos para siempre.
- en 2010 en Premios Grammy Chucho Steps.
- en 2016 en Premios Grammy Tribute to Irakere.
- en 2022 en Premios Grammy Mirror Mirror.
- en 2002 en la edición de los Grammy Latino con en álbum Canciones Inéditas.
- en 2004 en la edición de los Grammy Latino con en álbum New Coneptions.
- en 2018 en la edición de los Grammy Latinotributo a la excelencia musical.
- en 2019 en la edición de los Grammy Latino con en álbum Jazz Bata.
- en 2022 en la edición de los Grammy Latino con en álbum Mirror Mirror.
- en 2022 en la edición de los American Premios Grammy Mirror Mirror.

### Otros premios y distinciones
- Premio Nacional de Música de Cuba —compartido con Leo Brouwer— en su primera edición, año 2000.
- Premio de la música de España en categoría Jazz 2009 por el CD Juntos para siempre, grabado con su padre Bebo Valdés bajo el sello calle 54.
- Distinción al Mérito Pedagógico en el Instituto Superior de Arte de La Habana, 2000.

## Discografía principal
| Año  | Título                                                        | Disquera            |
| 1986 | Lucumí                                                        | Messidor            |
| 1991 | Solo Piano                                                    | World Pacific       |
| 1995 | Grandes de La Música Cubana, Vol. 1                           | Alex                |
| 1997 | Pianissimo                                                    | Sony International  |
| 1998 | Bele Bele en La Habana                                        | Blue Note           |
| 1999 | Babalú Ayé                                                    | Bembe               |
| 1999 | Briyumba palo Congo                                           | Blue Note           |
| 2000 | Live at the Village Vanguard                                  | Blue Note           |
| 2000 | Cuban Jazz Pianissimo                                         | International Music |
| 2000 | Unforgettable Boleros                                         | Velas               |
| 2000 | Boleros Inigualables                                          | EGREM               |
| 2001 | Solo: Live in New York                                        | Blue Note           |
| 2001 | Chucho Valdés y su Cuban Jazz                                 | Blue Note           |
| 2002 | Canciones Inéditas                                            | EGREM               |
| 2002 | Cantata a Babalú Ayé                                          | EGREM               |
| 2002 | Yemayá                                                        | EGREM               |
| 2002 | Fantasía Cubana: Variations on Classical Themes               | Blue Note           |
| 2003 | New Conceptions                                               | Blue Note           |
| 2005 | Virtuoso                                                      | La Escondida        |
| 2007 | Cancionero Cubano                                             | Blue Note           |
| 2012 | Piano y charango con Eddy Navia                               |                     |
| 2013 | Border-Free                                                   | Jazz Village        |
| 2017 | Once: concierto para dos con Patricia Sosa                    | Calle Angosta       |
| 2022 | Best Latin Jazz Album together with Chick Corea, Eliane Elias | Mirror Mirror       |

2024 Cuba & Beyond Innercat